# バンビーナ (芸能事務所)
株式会社ドリームキッズ・バンビーナ事業部（ドリームキッズ・バンビーナじぎょうぶ）は、東京都渋谷区神宮前に本社を置く芸能事務所。

## 概要
2009年から始まった「いもうとアイドル倶楽部（現：フレッシュアイドル倶楽部）」のアイドルプロジェクトである「いもうとシスターズ（アイマックス主催）」として活動しているジュニアアイドルがこの事務所に所属しており、撮影会への参加やグループでのライブ活動等を行っている。
事務所の所在地変遷
- 大阪府大阪市住之江区南港北2-1-10 ITM棟5F A-12[6]
- 東京都渋谷区神宮前6-23-3 第9SYビル7階[7]

## 所属タレント
2024年7月1日現在
- Andoll -アンドール- メンバー：〇
- アイドル育成クラスメンバー（関西<大阪>と中部<名古屋>に分かれる）：□

### 関東4期生
- 永瀬未空
- 永瀬虹空
- 川野りあ
- 文月珀
- 花村あき
- 須崎まの
- 浜辺りあら
- 服部みおん
- 西巻ゆいな
- 涼風きおり

### 関西2期生
- 近藤あさみ□

### 関西3期生
- 香月杏珠

### 関西4期生
- 沢村りさ
- 西村津希乃

### 関西5期生
- 藤井星愛〇
- 兵藤まい〇
- 山坂あやね〇
- 小花真彩〇
- 西川茜〇
- 大空りま
- 椿みり
- 優木ひなの
- 井月みき
- 井月らお

### 中部1期生
- 塔上さき□
- 朝比奈さや
- 大城りりあ
- 平山えゆ

## 過去の所属タレント
＊Wikipediaにページのある人物及び所属していたことが確認できる人物を掲載
- BRATSメンバー：●

### 関東1期生
- 黒宮あや●
- 黒宮れい●
- まりあ●

### 関西1期生
- 後藤聖良●

### 関東2期生
- 西野小春
- 西野花恋

### 関西2期生
- 河合まゆ
- 聖さち
- 西浜ふうか
- 愛田夏加[8] - 2015年3月2日卒業

### 関西3期生
- 佐々木桃華 - 2016年7月1日卒業
- 永山せりあ[9] - 2017年11月1日卒業
- 竹下美羽 - 2018年3月30日卒業
- 愛乃きらら - 2018年12月27日卒業
- 河村楓華[注釈 1][10][11] - 2014年12月11日加入、2020年4月1日卒業
- 黒木萌々奈[12] - 2014年加入、2020年7月1日卒業
- 久川美佳[13] - 2021年8月2日卒業
- 宮丸くるみ〇[14] - 2021年11月30日卒業
- 川谷りん
- 池田あおい
- 池田なぎさ
- 尾野寺みさ〇 - 2024年7月1日卒業

### 関東4期生
- 白石乃亜[15] - 2016年4月6日加入、2017年6月1日卒業
- 木内麗華[16] - 2017年5月1日卒業
- 椿美衣奈[17] - 2014年12月31日卒業
- 木崎ゆいん[18] - 2015年11月20日加入、2017年6月1日卒業
- 上原このか[19] - 2018年6月19日加入、2020年6月1日卒業
- 星乃みれい◎[20] - 2021年3月17日加入、2021年11月1日卒業
- 篠田優李
- 白星もえ◎
- 三浦あいる◎[21] - 以前に中部1期生として所属していたことがある
- 成沢理光[リンク切れ] - 2022年3月31日卒業
- 高梨あい - 2023年6月30日卒業

### 関西4期生
- 高山友希[22] - 2016年3月18日加入、2018年10月1日卒業
- 結城響 - 2016年4月5日加入、2017年11月1日卒業
- 永友風音[23] - 2015年7月16日加入、2019年8月1日卒業
- 桜坂さやさ[24] - 2016年2月19日加入、2020年4月15日卒業、2021年5月現在チャームに所属[25]
- 成宮カンナ[26] - 2016年3月10日加入、2019年7月1日卒業
- 西原莉音

### 関西5期生
- 吉山ゆりな[27] - 2016年8月16日加入、2019年7月1日卒業
- 堀川すず□[28] - 2017年10月16日加入、2021年7月1日卒業
- 柚月るの□[29] - 2018年2月13日加入、2021年9月1日卒業
- 麻倉さえ[30] - 2019年2月12日加入、2021年10月1日卒業
- 伊川つばさ[31] - 2019年12月16日加入、2021年10月1日卒業
- 松田ゆいな
- 中野優愛
- 平野くれあ
- 木月ふうか
- 柏木さりな□ - 2023年3月31日卒業
- 夏目咲莉愛〇 - 2023年12月1日卒業
- 玉城ひなこ□ - 2024年4月30日卒業
- 夏嶋しずく - 2024年4月30日卒業
- 成瀬とあ - 2024年4月30日卒業
- 咲山ゆな□ - 2024年7月1日卒業
- 七瀬ここね - 2024年7月1日卒業
- 眞辺あみ - 2024年7月1日卒業

### 中部1期生
- 前原せいな[32] - 2015年7月29日加入、2019年11月1日卒業
- 市原あくり[33] - 2015年12月11日加入、2019年11月1日卒業
- 小林るあ[34] - 2017年1月29日加入、2019年8月1日卒業
- 小林のあ[35] - 2017年1月29日加入、2019年8月1日卒業
- 石田紗羽[36] - 2018年3月26日加入、2019年11月29日卒業
- 秋月ことり[37] - 2018年4月10日加入、2020年5月1日卒業
- 西玲名[38] - 2018年10月29日加入、2020年5月1日卒業
- 月崎こころ[39] - 2020年退所
- 知花ひより[40] - 2018年4月10日加入、2020年12月1日卒業
- 白鳥来夢[41] - Wi-Fi-5メンバー、2015年12月11日加入、2021年4月1日卒業
- 白咲柚[42] - 2015年7月29日加入、2021年6月1日卒業
- 山崎さくら
- 桜千晃
- 樫本ここ◎□
- 上咲みゆ
- 咲羽ひなり
- 本田りの
- 片桐蘭 - 2022年11月30日卒業
- 今泉まお◎□ - 2023年1月31日卒業
- 柴田うな□ - 2023年4月28日卒業
- 夢野ななか□ - 2023年4月28日卒業
- 長原楓 - 2023年4月28日卒業
- 堀北美桜 - 2024年2月7日卒業
- 姫川優花 - 2024年7月1日卒業
- 心乃うみ□ - 2024年7月1日卒業

### 東北1期生
- 源結菜 - 2016年6月1日卒業
- 葉月彩菜[43] - 2019年10月1日卒業
- 渡辺まとい[44] - 2014年4月8日加入、2016年6月17日卒業

## その他
所属タレントが参加（詳細は各記事も参照）
- BRATS - 2011年結成
- Lily of the valley - 2018年結成
- Lupinus - 2021年結成